# Osterwald
Osterwald is een gemeente in het landkreis Grafschaft Bentheim van de deelstaat Nedersaksen. Osterwald telt 1.185 inwoners. Bestuurlijk is de gemeente geïntegreerd in de Samtgemeinde Neuenhaus. Naast Osterwald maken ook Alte Piccardie en Hohenkörben deel uit van de gemeente.

## Geschiedenis
De naam Osterwald wordt voor het eerst schriftelijk vermeld in de 14e eeuw.